# Гребешковый хамелеон
Гребешковый хамелеон (лат. Trioceros cristatus) — вид ящериц из семейства хамелеонов. Эндемик Африки.
Общая длина достигает 20—25 см. Вдоль верхней части тела тянется высокий, веерообразный гребень. У самцов он больше, чем у самок. Голова ближе к туловищу расширяется, образуя «шлем», который сформирован из позвонков по обе стороны головы. У самцов эти позвонки выложены из ярких синих чешуек. На спине и у основания хвоста имеется волнистая кожаная складка, которая поддерживается развитыми остистыми отростками позвонков. Рога у самцов длинные и закрученные. Хвост короткий. Конечности хорошо развиты.
Как и другие хамелеоны, гребешковый хамелеон обладает замечательной способностью менять окраску своего тела. Самки обычно принимают зеленоватые оттенки, в то время как самцы чаще всего серый, коричневый или чёрный цвета.
Обитает в лесистой местности. Впрочем, много времени проводит на земле, среди опавших листьев, низко на ветвях, низкорослых кустарниках. Активен днём. Питается насекомыми, в частности, саранчой и кузнечиками, а также молодыми лягушками.
Яйцекладущая ящерица. Самка откладывает до 10 яиц.
Вид распространён в западной части Африки, преимущественно в восточной Нигерии, Камеруне, Центрально-Африканской Республике, Конго, Экваториальной Гвинее, Габоне. Иногда встречается в Гане и Того.